# 김민덕
김민덕(金民悳, 1996년 7월 8일 ~ )는 대한민국의 축구 선수로 포지션은 센터백이며 현재 K리그1 대전 하나 시티즌 소속이다.